# Tugela (Fluss)
Der Tugela (isiZulu Thukela oder uThukela) ist mit etwa 502 Kilometern Länge der längste Fluss in der südafrikanischen Provinz KwaZulu-Natal. Sein Wassereinzugsgebiet beträgt 29.100 Quadratkilometer. Der Name des Flusses ist ein Zulubegriff und bedeutet ‚etwas, das erschreckt‘.
Der Fluss hatte als Grenze zwischen Natal und KwaZulu historische Bedeutung in der Region.

## Verlauf
Der Fluss entspringt in den Drakensbergen im Bereich des Mont-Aux-Sources und verläuft in südöstlicher Richtung. Die Quelle des Tugela liegt nahe von jener des Oranje, der im Oberlauf Senqu heißt und Richtung Westen abfließt. Kurz nach seiner Quellregion passiert er die Tugela Falls, mit 947 Metern die zweithöchsten Wasserfälle der Erde. Er mündet in den Indischen Ozean. Die Mündung liegt bei Tugela Mouth zwischen den Städten Richards Bay und Durban. Sie besitzt die Form eines Ästuars.

## Hydrometrie
Die Durchflussmenge des Flusses wurde 22 Jahre lang (1964–1986) in Mandini, 74 km oberhalb der Mündung in m³/s gemessen.
- Diagrammdaten:
- Definition |
- Rohdaten |
- Hilfe

## Stauanlagen am Tugela

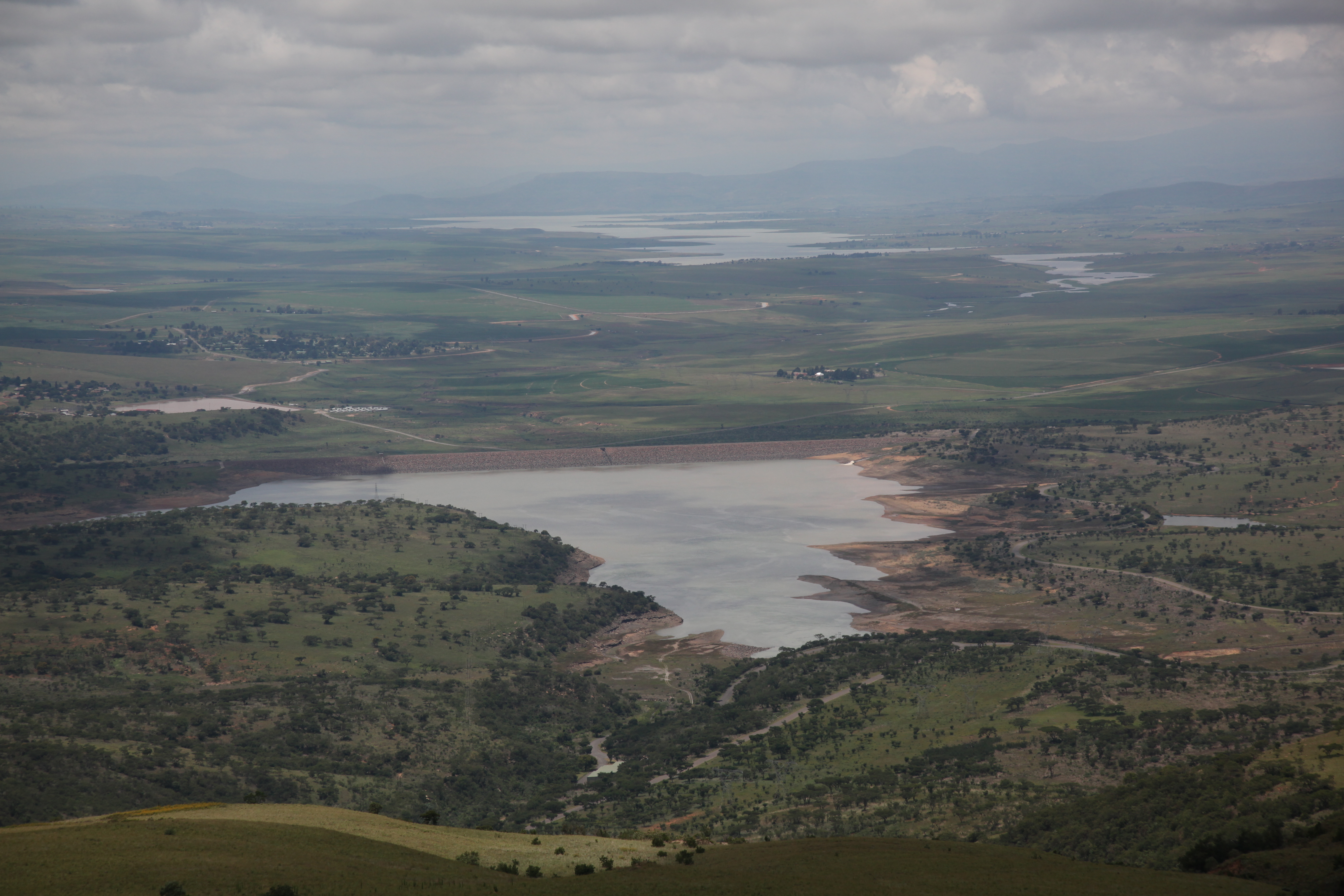
Kilburn Dam (Vordergrund), Jagersrust Balancing Dam (Bildmitte links), Woodstock Dam (Bildhintergrund)

Am Tugela befinden sich folgende Staudammanlagen:
- Driel Barrage (Drieldam). Die Anlage bildet  ein Stauwerk unterhalb des Woodstock Dam bei Bergville, um von hier Wasser in den Tugela-Vaal-Kanal (Tuva main canal) zu pumpen und auf diesem Wege (über Mpandweni Siphon im Woodstock Dam) in den Jagersrust Balancing Dam zu leiten[6]

- Jagersrust Balancing Dam (Jagersrust Forebay), ist ein Ausgleichsbecken am Tugela-Vaal-Kanal unweit des Kilburn Dam und am Fuß der Drakensberg-Randstufe. Hier befindet sich die Jagersrust Pump Station, mittels deren Anlagen Wasser über eine Pipeline und drei Tunnel (T’Zamenkomst Tunnel, Grenshoek Tunnel, Metz Tunnel) zum Driekloof Dam in das Vaal-Einzugsgebiet gelangt. Ebenso wird von hier Wasser in den Kilburn Dam gepumpt, der das untere Reservoir des Pumpspeicherkraftwerks Drakensberg Pumped Storage Scheme bildet.[7]

- Woodstock Dam. Er ist das wichtigste Wasserreservoir für das Tugela-Vaal-Wassertransfersystem (Tugela Vaal Water Transfer Scheme), in das weiter nördlich des Stausees auch ein Pumpspeicherkraftwerk (Drakensberg Pumped Storage Scheme[8]) integriert ist.

- Spioenkop Dam. Er reguliert den Wasserabfluss unterhalb der Driel Barrage (Drieldam), versorgt Ladysmith mit Wasser und hält solches für die Farmbewässerung stromabwärts des Tugela bereit.

## Nebenflüsse
Wichtige Nebenflüsse des Tugela sind:
- Buffalo River
  - an seinem Nebenfluss Ngagane River der Ntshingwayo Dam, früher Chelmsford Dam, er liefert Wasser für die Versorgung von  Newcastle, zur Kühlung eines Eskom-Kraftwerks und zur Farmbewässerung
  - an seinem Nebenfluss Slang River der Zaaihoek Dam, er liefert Wasser für das Thukela-Vaal-Transfer-System und für das Kraftwerk Majuba
- Bloukrans River
- Bushman’s River mit dem Wagendrift Dam, er liefert Wasser für die Bewohner und Gewerbebetriebe in Estcourt sowie für landwirtschaftliche Bewässerungssysteme der Umgebung
- Klip River, fließt vom unteren Stausee des Ingula-Pumpspeicherwerks ab
- Little Thukela River
  - mit dem Bellpark Dam, der vorrangig Naherholungszwecken dient
- Mooi River
  - an seinem Nebenfluss Mnyamvubu River der Craigie Burn Dam, er dient der Bewässerung von flussabwärts liegenden Zitrusfruchtplantagen
- Sundays River, mit dem Slangdraai Dam